# Lažany (Hrušovany)
Lažany (německy Losan) jsou malá vesnice, část obce Hrušovany v okrese Chomutov. Nachází se asi 1,5 km na severovýchod od Hrušovan. Prochází zde silnice I/7.
Lažany leží v katastrálním území Lažany u Chomutova o rozloze 3,19 km².

## Název
Název vesnice je odvozen ze slova láz (staročesky pozemek nebo pole) ve významu ves lažanů (lidí, kteří žijí na lázu). V historických pramenech se jméno vesnice vyskytuje ve tvarech: Lasan (1209), Lazan (1343), Laziany (1575), Laschan (1787) nebo Losan, Loschan a Ložan (1846).

## Historie
Poblíž vesnice byl v roce 1907 nalezen depot z doby bronzové s celkovou hmotností 40 kilogramů. Více než polovinu hmotnosti tvořily měděné ingoty. K ostatní předmětům patřily bronzové nástroje (zlomky srpů, seker a nožů), šperky (jehlice, náramky, opasky, spirálové náramky) a zbraně (zlomky mečů a kopí).
První písemná zmínka o Lažanech pochází z roku 1209. Vesnice tehdy patřila oseckému klášteru, který byl jejím vlastníkem ještě roku 1364. Později o ni přišel, protože roku 1436 císař Zikmund Lažany, spolu se Škrlí, Vysočany a Velemyšlevsí, zastavil Hanuši Henigárovi. Do vlastnictví kláštera se Lažany vrátily až v roce 1525, ale roku 1580 je znovu spravoval císař a později se staly majetkem pražského arcibiskupa. Definitivně se Lažany vrátily do klášterního majetku až v roce 1626 a klášter je spravoval prostřednictvím svého statku ve Škrli až do zrušení poddanství v roce 1850.
Podle berní ruly z roku 1654 ve vsi žilo deset sedláků a dva chalupníci, kteří pěstovali obilí a přebytky prodávali formanům projíždějícím po cestě z Loun do Chomutova. Dále ve vsi žil obecní pastýř a dva nádeníci. Význam zemědělství přetrval až do devatenáctého století, kdy se v okolí vesnice pěstovalo nejen obilí, ale také jetel, kukuřice, zelenina, okurky, chmel a řepa. Z dobytka bývalo ve vsi okolo dvaceti koní a 130 kusů skotu. Od poloviny devatenáctého století do jeho šedesátých až sedmdesátých let zde byl W. Starckem otevřen hnědouhelný důl Urban, ve kterém se těžilo 100–150 tun uhlí ročně.
Roku 1950 v Lažanech zahájilo činnost jednotné zemědělské družstvo, ale během roku 1960 bylo začleněno do jednotného zemědělského družstva 9. květen Hrušovany.

## Obyvatelstvo
Při sčítání lidu v roce 1921 zde žilo 115 obyvatel (z toho 53 mužů), kteří byli s výjimkou jednoho Žida a tří cizinců německé národnosti. Všichni byli členy římskokatolické církve. Podle sčítání lidu z roku 1930 měla vesnice 125 obyvatel: čtyři Čechoslováky, 117 Němců a čtyři cizince. Opět se všichni hlásili k římskokatolické církvi.
| | 1869 | 1880 | 1890 | 1900 | 1910 | 1921 | 1930 | 1950 | 1961 | 1970 | 1980 | 1991 | 2001 | 2011 | 2021 |
| --- | ---- | ---- | ---- | ---- | ---- | ---- | ---- | ---- | ---- | ---- | ---- | ---- | ---- | ---- | ---- |
| Obyvatelé | 124  | 148  | 124  | 111  | 136  | 115  | 125  | 75   | 101  | 86   | 73   | 66   | 54   | 60   | 48   |
| Domy | 18   | 19   | 19   | 19   | 25   | 24   | 19   | 16   | —    | 21   | 21   | 23   | 22   | 23   | 23   |
| Počet domů z roku 1961 je zahrnut v celkovém počtu domů obce Hrušovany. V letech 1980 a 1991 tabulka zahrnuje také údaje Vysočan. |      |      |      |      |      |      |      |      |      |      |      |      |      |      |      |

## Obecní správa a politika
Při sčítání lidu v letech 1869–1950 byly Lažany samostatnou obcí v okrese Chomutov. Částí obce Hrušovany se staly roku 1961 (podle Zdeny Binterové k připojení došlo už 1. července 1960).
Při volbách do obecních zastupitelstev konaných 22. května 1938 v Lažanech žilo 69 voličů. Volby však neproběhly, protože kandidátní listinu podala pouze Sudetoněmecká strana, která se tak automaticky stala vítězem voleb.

## Galerie

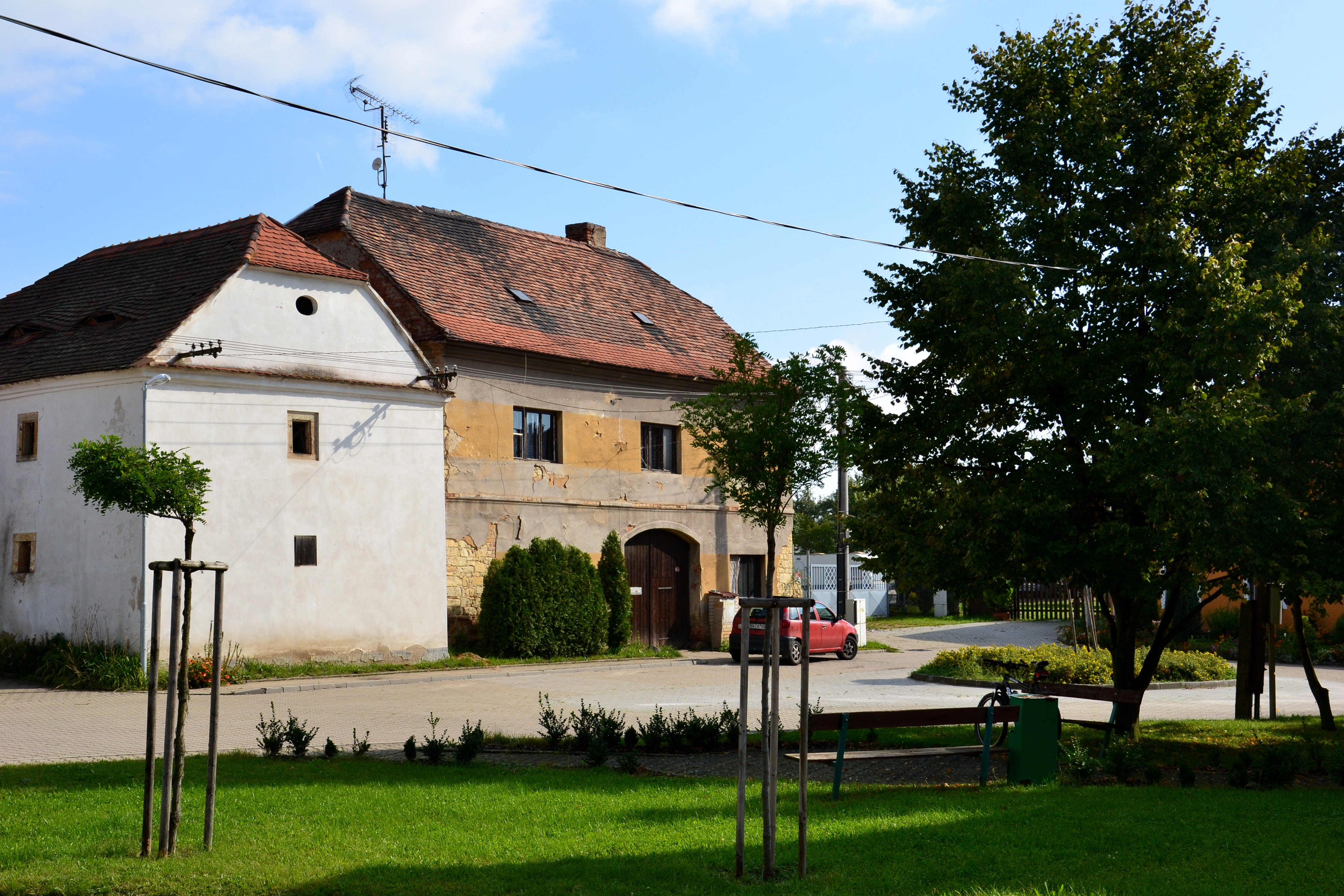
Severovýchodní část návsi
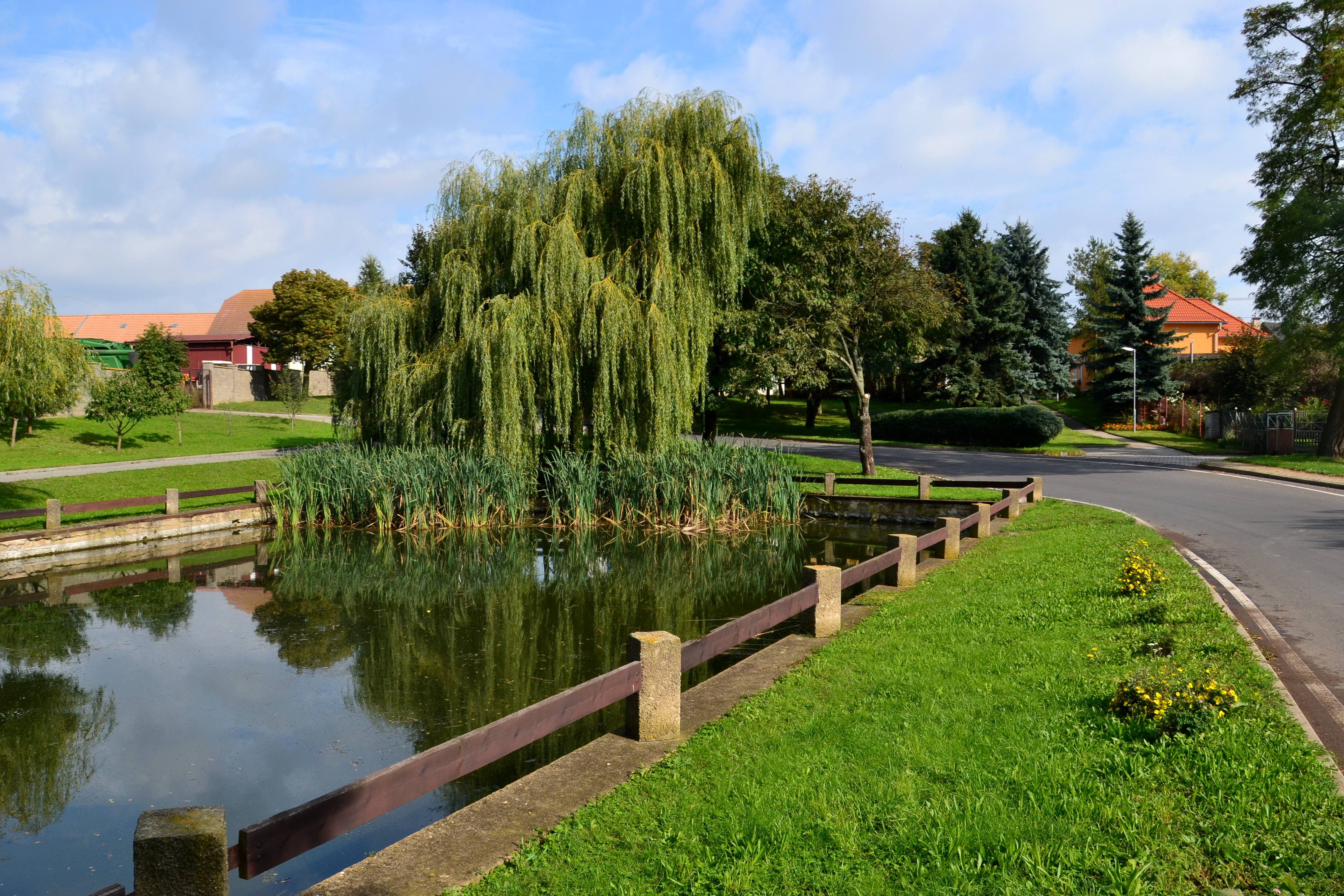
Rybník pod návsí
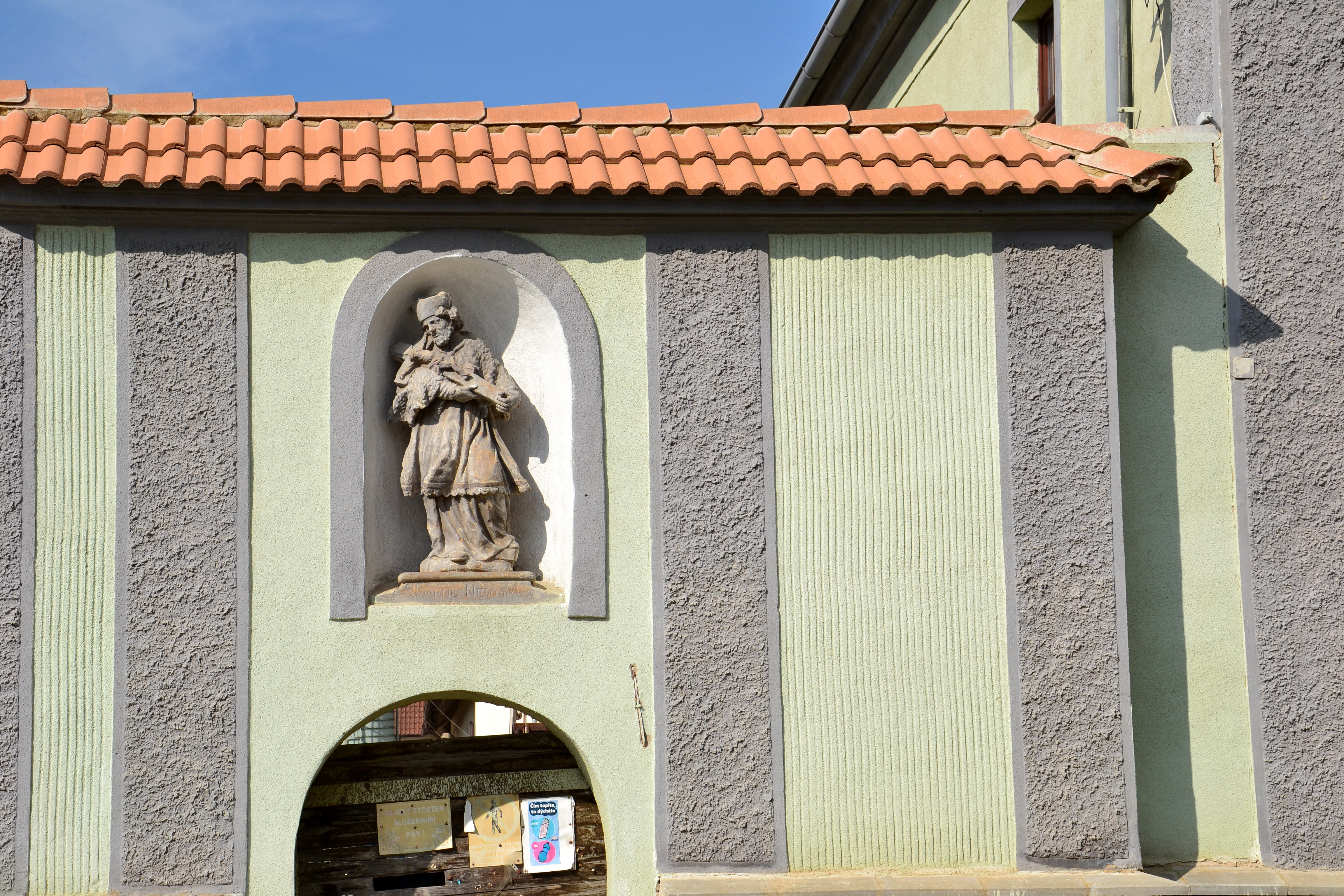
Socha svatého Jana Nepomuckého ve výklenku čp. 7
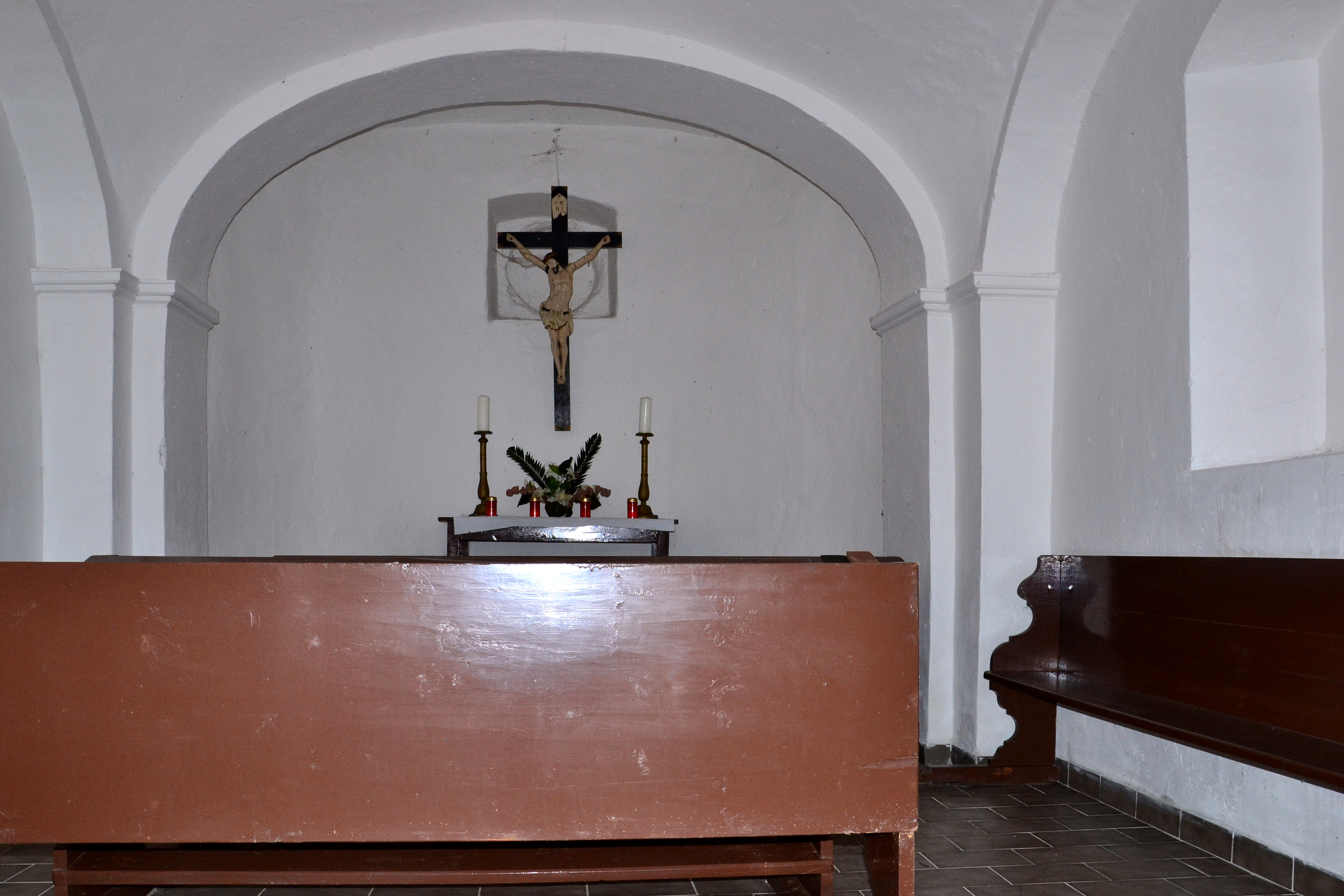
Interiér kaple svatého Prokopa